# Major Indoor Soccer League (2001-2008)
La Major Indoor Soccer League (MISL) fue la principal competición de fútbol indoor de los Estados Unidos entre 2001 y 2008. La liga es miembro  tanto de la Federación de Fútbol de Estados Unidos como de la FIFA. Esta competición toma el relevo de la desaparecida National Professional Soccer League, que funcionó entre 1981 y 2004. La disputan 8 equipos estadounidenses y uno mexicano.El 30 de mayo del 2008 se realiza una junta extraordinaria y se informa que la liga deja de operar con el nombre actual. en breve comunicaran la nueva reorganización de la liga.

## Historia
En el verano de 2001, la National Professional Soccer League se disolvió. Los seis equipos supervivientes organizaron entonces otra competición, con una estructura similar a la Major League Soccer. En 2002 absorbió a dos equipos de la World Indoor Soccer League, otra competición de los Estados Unidos, los Dallas Sidekicks y los San Diego Sockers. Los St. Louis Steamers, otro antiguo miembro de la WISL, se unió al año siguiente.

## Organización
La MISL se disputa en la actualidad con una tabla de 30 jornadas. Tradicionalmente, la temporada comienza en octubre y finaliza en marzo. Los seis mejores equipos clasificados disputan los play-offs, que comienzan en abril. Los dos primeros equipos están exentos en primera ronda, mientras los otros cuatro se enfrentan entre sí. Las semifinales se disputan a doble vuelta, con gol de oro en caso de empate, mientras que la final se juega a un único partido en un campo neutral, desde la temporada 2006-07.

## Equipos

### Equipos en activo
| Equipo               | Ciudad/Área                                   | Pabellón            |
| -------------------- | --------------------------------------------- | ------------------- |
| Baltimore Blast      | Baltimore, Maryland                           | 1st Mariner Arena   |
| California Cougars   | Stockton, California                          | Stockton Arena      |
| Chicago Storm        | Hoffman Estates, Illinois (Área de Chicago)   | Sears Centre        |
| Detroit Ignition     | Plymouth Township, Míchigan (Área de Detroit) | Compuware Arena     |
| Milwaukee Wave       | Milwaukee, Wisconsin                          | U.S. Cellular Arena |
| La Raza de Monterrey | Monterrey, México                             | Arena Monterrey     |
| New Jersey Ironmen   | Newark (Nueva Jersey)                         | Prudential Center   |
| Orlando Sharks       | Orlando, Florida                              | Amway Arena         |
| Philadelphia KiXX    | Filadelfia                                    | Wachovia Spectrum   |

### Equipos desaparecidos
| Equipo                 | Ciudad/Área             | Pabellón                           |
| ---------------------- | ----------------------- | ---------------------------------- |
| Cleveland Force/Crunch | Cleveland, Ohio         | Wolstein Center                    |
| Dallas Sidekicks       | Dallas (Texas)          | Reunion Arena                      |
| Harrisburg Heat        | Harrisburg, Pensilvania | Pennsylvania State Farm Show Arena |
| Kansas City Comets     | Kansas City (Misuri)    | Kemper Arena                       |
| Monterrey Fury/Tigres  | Monterrey (Nuevo León)  | Arena Monterrey                    |
| St. Louis Steamers     | San Luis (Misuri)       | Family Arena/Savvis Center         |
| San Diego Sockers      | San Diego (California)  | San Diego Sports Arena             |

## Palmarés
| Temporada | Campeón              | Resultado | Finalista            | Sede de la final       |
| --------- | -------------------- | --------- | -------------------- | ---------------------- |
| 2001-02   | Philadelphia KiXX    | 2-1       | Milwaukee Wave       | Milwaukee/Philadelphia |
| 2002-03   | Baltimore Blast      | 2-1       | Milwaukee Wave       | Baltimore/Milwaukee    |
| 2003-04   | Baltimore Blast      | 3-0       | Milwaukee Wave       | Baltimore/Milwaukee    |
| 2004-05   | Milwaukee Wave       | 2-0       | Cleveland Force      | Milwaukee/St. Louis    |
| 2005-06   | Baltimore Blast      | 2-1       | St. Louis Steamers   | Baltimore/St. Louis    |
| 2006-07   | Philadelphia KiXX    | 1-0       | Detroit Ignition     | Detroit                |
| 2007-08   | Baltimore Blast      | 1-0       | La Raza de Monterrey | Milwaukee              |
| 2008-09   | Baltimore Blast      | 13-10     | Rockford Rampage     | Baltimore              |
| 2009-10   | La Raza de Monterrey | 12-6      | Milwaukee Wave       | Milwaukee              |

### Campeonatos
| Equipo               | Títulos | Subtítulos | Años títulos                 |
| -------------------- | ------- | ---------- | ---------------------------- |
| Baltimore Blast      | 5       | 0          | 2003, 2004, 2006, 2008, 2009 |
| Philadelphia KiXX    | 2       | 0          | 2002, 2007                   |
| Milwaukee Wave       | 1       | 4          | 2005                         |
| La Raza de Monterrey | 1       | 1          | 2010                         |
| Cleveland Force      |         | 1          | -                            |
| St. Louis Steamers   |         | 1          | -                            |
| Detroit Ignition     |         | 1          | -                            |
| Rockford Rampage     |         | 1          | -                            |